# Bill Henderson
William Randall Henderson, detto Bill (Chicago, 19 marzo 1926 – Los Angeles, 3 aprile 2016), è stato un attore e musicista statunitense.

## Biografia
Nato a Chicago, Illinois. Iniziò la carriera musicale da professionista nel 1952, esibendosi a Chicago con Ramsey Lewis, da lì iniziò a registrare come leader dopo essersi trasferito a New York nel 1958. Successivamente registrò con il pianista jazz Horace Silver una versione vocale di Señor Blues di quest'ultimo che fu un successo da jukebox, e rimane uno dei singoli più venduti dell'etichetta jazz Blue Note Records. Successivamente si esibì con Oscar Peterson, Jimmy Smith, Count Basie, Yusef Lateef e Eddie Harris. Tra il 1958 e il 1961 fu sotto contratto coi Vee Jay Records, che registrò il suo primo album come leader, Bill Henderson Sings del 1958, che vede tra i sidemen il trombettista Booker Little.
A partire dalla metà degli anni settanta, è apparso in varie opere televisive e cinematografiche. Ha anche registrato le sue tracce vocali come "King Blues" per la commedia Flippaut del 1983.

## Filmografia parziale

### Cinema
- Detective G (Trouble Man), regia di Ivan Dixon (1972)
- Wagons-lits con omicidi (Silver Streak), regia di Arthur Hiller (1976)
- Codice 3: emergenza assoluta (Mother, Jugs & Speed), regia di Peter Yates (1976)
- I ragazzi del Max's bar ('"Inside Moves), regia di Richard Donner (1980)
- Chiamami aquila (Continental Divide), regia di Michael Apted (1981)
- Flippaut (Get Crazy), regia di Allan Arkush (1983)
- Le avventure di Buckaroo Banzai nella quarta dimensione (The Adventures of Buckaroo Banzai Across the 8th Dimension), regia di W. D. Richter (1984)
- Signori, il delitto è servito (Clue), regia di Jonathan Lynn (1985)
- Fletch - Un colpo da prima pagina (Fletch), regia di Michael Ritchie (1985)
- La legge di Murphy (Murphy's Law), regia di J. Lee Thompson (1986)
- Senza esclusioni di colpi (No Holds Barred), regia di Thomas J. Wright (1989)
- Cugini (Cousins), regia di Joel Schumacher (1989)
- Scappo dalla città - La vita, l'amore e le vacche (City Slickers), regia di Ron Underwood (1991)
- Chi non salta bianco è (White Men Can't Jump), regia di Ron Shelton (1991)
- Maverick, regia di Richard Donner (1994)
- L'agguato - Ghosts from the Past (Ghosts of Mississippi), regia di Rob Reiner (1996)
- Hoodlum, regia di Bill Duke (1997)
- Ipotesi di complotto (Conspiracy Theory), regia di Richard Donner (1997)
- Arma letale 4 (Lethal Weapon 4), regia di Richard Donner (1998)
- The Alibi, regia di Matt Checkowski e Kurt Mattila (2006)

### Televisione
- Happy Days – serie TV, un episodio (1974)
- Harry O – serie TV, 5 episodi (1974-1976)
- Sanford and Son – serie TV, un episodio (1975)
- Good Times – serie TV, 2 episodi (1976-1977)
- I Jefferson (The Jeffersons) – serie TV, un episodio (1977)
- Il mio amico Arnold (Diff'rent Strokes) – serie TV, 2 episodi (1979)
- L'incredibile Hulk (The Incredible Hulk) – serie TV, un episodio (1979)
- Benson – serie TV, un episodio (1982)
- Hill Street giorno e notte (Hill Street Blues) – serie TV, un episodio (1983)
- L'asso dei detective (Ace Crawford, Private Eye) – serie TV, 5 episodi (1983)
- L'albero delle mele (The Facts of Life) – serie TV, un episodio (1985)
- MacGyver – serie TV, un episodio (1987)
- L'ispettore Tibbs (In the Heat of the Night) – serie TV, un episodio (1993).
- NYPD - New York Police Department (NYPD Blue) – serie TV, un episodio (1996)
- Innamorati pazzi (Mad About You) – serie TV, un episodio (1998)
- E.R. - Medici in prima linea (ER) – serie TV, un episodio (1999)
- Settimo cielo (7th Heaven) – serie TV, un episodio (2000)
- Cold Case - Delitti irrisolti (Cold Case) – serie TV, un episodio (2003)
- My Name Is Earl – serie TV, un episodio (2003)

## Doppiatori italiani
Nelle versioni in italiano delle opere in cui ha recitato, Bill Henderson è stato doppiato da:
- Riccardo Mantani ne I Jefferson
- Mario Bardella in Signori, il delitto è servito
- Renato Mori in La legge di Murphy
- Marcello Mandò in Scappo dalla città - La vita, l'amore e le vacche
- Angelo Nicotra in Hoodlum
- Mario Milita in Ipotesi di complotto
- Raffaele Uzzi in Arma letale 4
- Vittorio Di Prima in E.R. - Medici in prima linea
- Carlo Reali in Cold Case - Delitti irrisolti